# Ivan Hašek
Ivan Hašek (sinh ngày 6 tháng 9 năm 1963) là một huấn luyện viên và cựu cầu thủ bóng đá người Cộng hòa Séc, hiện đang dẫn dắt đội tuyển bóng đá quốc gia Cộng hòa Séc.

## Đội tuyển bóng đá quốc gia
Ivan Hašek thi đấu cho đội tuyển bóng đá quốc gia Tiệp Khắc, đội tuyển bóng đá quốc gia Cộng hòa Séc từ năm 1984 đến 1994.

## Thống kê sự nghiệp
| Đội tuyển bóng đá Tiệp Khắc | Đội tuyển bóng đá Tiệp Khắc | Đội tuyển bóng đá Tiệp Khắc |
| Năm                         | Trận                        | Bàn                         |
| --------------------------- | --------------------------- | --------------------------- |
| 1984                        | 1                           | 0                           |
| 1985                        | 7                           | 0                           |
| 1986                        | 8                           | 0                           |
| 1987                        | 6                           | 1                           |
| 1988                        | 8                           | 1                           |
| 1989                        | 8                           | 0                           |
| 1990                        | 11                          | 1                           |
| 1991                        | 2                           | 1                           |
| 1992                        | 0                           | 0                           |
| 1993                        | 3                           | 1                           |
| Tổng cộng                   | 54                          | 5                           |

| Đội tuyển bóng đá Cộng hòa Séc | Đội tuyển bóng đá Cộng hòa Séc | Đội tuyển bóng đá Cộng hòa Séc |
| Năm                            | Trận                           | Bàn                            |
| ------------------------------ | ------------------------------ | ------------------------------ |
| 1994                           | 1                              | 0                              |
| Tổng cộng                      | 1                              | 0                              |